# Festival internacional Händel de Göttingen

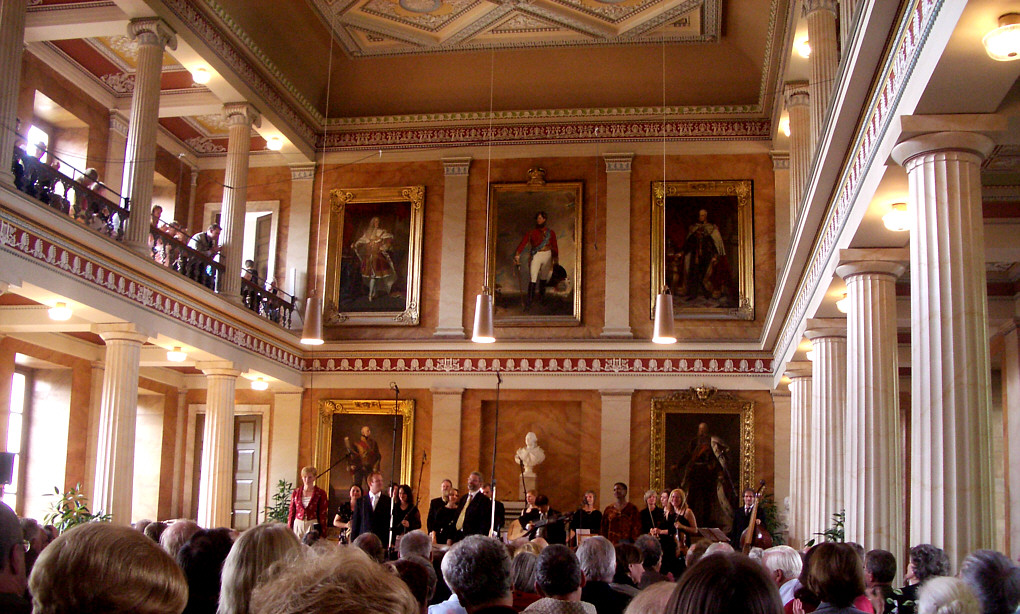
Concert en el marc del Festival a la Universitat Georg-August de Gottinga el 2005

El Festival internacional Händel de Gottinga (en alemany, Internationale Händel-Festspiele Göttingen) és un festival alemany de música barroca, amb seu a Göttingen. El repertori està centrat en la música de Georg Friedrich Händel.

## Activitat
El festival va ser fundat l'any 1919 per Oskar Hagen, historiador d'art i pare de l'actriu Uta Hagen. La seva primera edició fou el 1920. El festival està molt focalitzat en la música de Georg Friedrich Händel i ha ajudat a revitalitzar i conrear les execucions de la música de Händel durant el segle xx. El festival convida músics professionals d'arreu del món i les seves interpretacions es caracteritzen per la fidelitat a com es feia en el període barroc.
El festival produeix cada any la posada en escena completa d'una obra de Händel i de molts dels seus oratoris. El 2006, el festival va crear la seva pròpia orquestra professional, la Festspiele Orchester Göttingen (FOG), especialitzada en la interpretació de la música barroca. A més, el Festival també ofereix concerts de música de cambra de Händel i de compositors contemporanis.
El festival impulsa la incorporació de més públic oferint esdeveniments oberts a tothom, concerts a última hora del vespre, serenates a la tarda, concerts de cambra, recitals, conferències, projeccions de pel·lícules, lectures i visites per la ciutat. Són també molt populars entre el públic els esdeveniments a l'exterior amb focs artificials o música aquàtica i concerts pels voltants de Göttingen.

## Directors artístics
Entre els directors artístics del passat destaca Fritz Lehmann, que ricoprì l'encàrrec en el període del 1934 al 1953, excepte un parèntesi del 1944 fins al 1945 per problemes amb les autoritats nazis. John Eliot Gardiner va ser el director artístic del festival del 1981 al 1990. Nicholas McGegan ho va ser des del 1991 al 2011. El setembre 2011 Tobias Wolff assumí l'encàrrec d'administrador delegat del Festival, i Laurence Cummings es convertí en el nou director artístic.
Alguns dels directors artístics més rellevants són:
- Fritz Lehmann (1934-1944, 1946-1953)
- John Eliot Gardiner (1981-1990)
- Nicholas McGegan (1991-2011)
- Laurence Cummings (2011–en actiu)